# Mošovští z Moravčína

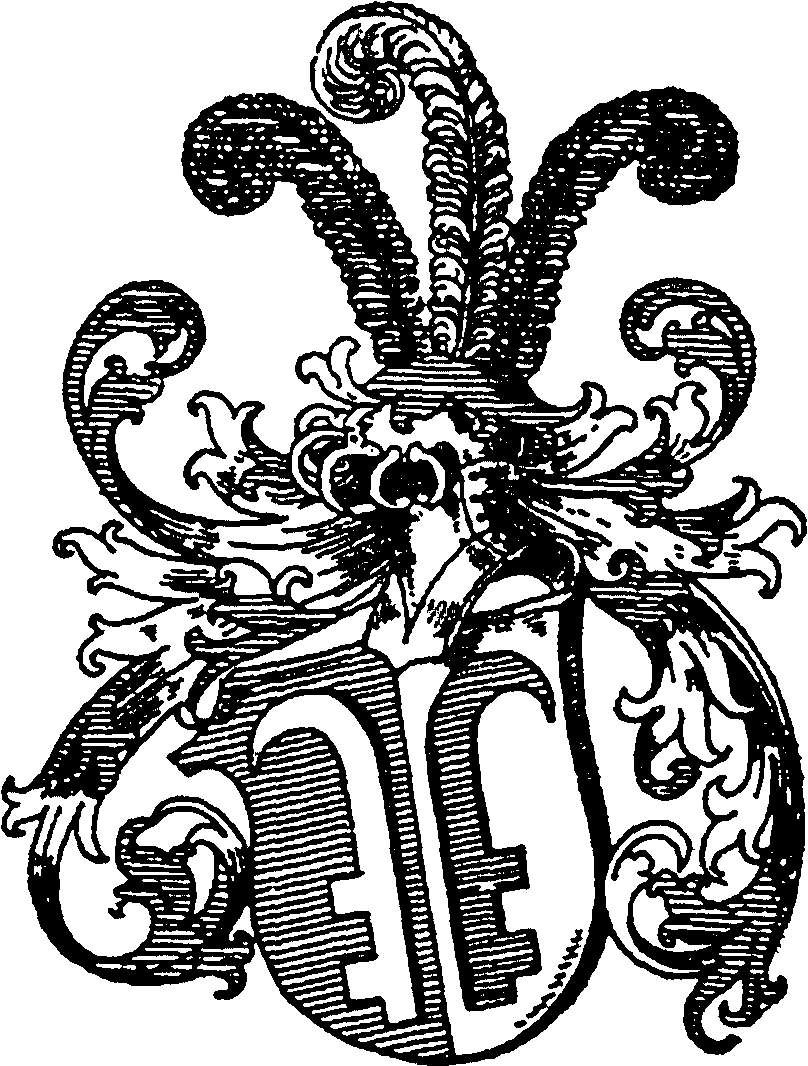
Ilustrační obrázek erbu jiné větvě rodu Mošovských, který má také ve znaku dvě sanice

Mošovští z Moravčína (též von Mosch, Mosche von Moritz, Moschowski) byl starý rytířský rod pocházející z Dolního Slezska z oblasti Vratislavi a Třebnice. Jedna z větví rodu se rozšířila i na Opavsko, kde byli vzdálenými příbuznými jiné usedlé větve – Mošů z Bittendorfu. Nejstarší doložení členové rodu jsou z 15. století Frobel a jeho syn Jan Frobel.
V erbu mají dvě bílé části sanic nebo saní na červeném štítě.

## Osobnosti[2]
- Felix (*1470/1480 – † 1558) knížecí písař, ratibořský zemský hejtman, stavovský úředník, ekonom
- Tobiáš († 2. 7. 1574) člen sboru soudců manského práva v Kroměříži, komisař olomouckého biskupa
- David († před říjnem 1593) politik, zemský výběrčí
- Felix (* asi 1556 – † asi 4. 10. 1609) císařský rada, komtur řádu maltézských rytířů, hejtman Pražského hradu, zemský hejtman opavského knížectví
- Jan (prosinec 1608/leden 1609) od 1602 podkomoří Markrabství moravského
- Felicián (* okolo 1595, † po 1639) páže u císaře Matyáše a arciknížete Maxmilián
- Karel Felicián (* před 1599, † jaro 1652) přezdívaný Kavalír, komtur řádu maltézských rytířů, poslední mužský potomek rodu, pohřben v dominikánském kostele sv. Václava v Opavě

## Majetek[2]
- Bohuslavice
- Dolní Benešov
- Držkovice
- Jakubovice (prodáno 1617 Jiříkovi z Drahotuš)
- Kobeřice
- Mokré Lazce (od 1631)
- Nové Sedlice (od 1631)
- Rohov
- Stražisko
- Štěpánkovice
- Štítina (od 1631)
- Utěchovice (prodáno 1617 Jiříkovi z Drahotuš)
- Životice
- Hertice